# 공도 정책
공도 정책(空島政策)은 섬 거주민들을 본토로 이주시키는 정책이다. 이러한 정책으로 인해 울릉 지역이나 남도(南道)의 도서 지역의 거주민들은 한반도 본토로 대량 이주하게 되는 경우가 있었다.
1417년 조선 태종은, '죄인들이 섬으로 도망쳐서 숨어버리며, 섬 주민들이 세금을 내놓지 않는다'는 원인을 들어 울릉도 및 독도 지역에 공도책을 시행하였다. 이는 조선 초기 중앙집권을 강화하기 위한 하나의 정책으로 평가된다. 이후 1882년, 고종이 공도 정책을 폐지한 후에야 울릉 지역의 개척이 본격화될 수 있었다.

## 같이 보기
- 인천법
- 제주특별자치도#조선 시대